# Иоффе, Эсфирь Моисеевна
Эсфирь Моисеевна Иоффе (1904—1962) — советский учёный в области химии благородных газов, лауреат Премии им. В. Г. Хлопина (1962).

## Биография
Родилась в 1904 г. в Астрахани в семье капитана Волжского пароходства М. И. Иоффе. Окончила среднюю школу в Саратове (1920) и Ленинградский химико-технологический институт (1931).
С 1931 г. и до последних дней работала в Радиевом институте: старший лаборант газовой лаборатории, младший научный сотрудник, с 1944 г. старший научный сотрудник.
Кандидат химических наук.
Научная деятельность посвящена исследованиям в области благородных газов и в области аномальных смешанных кристаллов.
Лауреат Премии им. В. Г. Хлопина 1962 г. — за комплекс работ в области соосаждения радиоэлементов с различными осадками. Награждена орденом «Знак Почёта» и медалью «За трудовую доблесть».
Умерла 27 декабря 1962 г. после непродолжительной тяжёлой болезни.
Второй муж (с 1934) — Борис Александрович Никитин. Сын от первого брака - Тоб Лев Гаврилович (р. 1929).